# تشوليم
تشوليم (بالروسية: Чулым) هي إحدى مدن روسيا في الكيان الفدرالي الروسي نوفوسيبيرسك أوبلاست.

## تاريخ
تم إنشاء مستوطنة تشوليم في عام 1762 خلال عملية بناء الطريق الصربي.